# La Sotonera
La Sotonera (en aragonés A Sotonera) es un municipio español de la provincia de Huesca y más concretamente en la comarca de la Hoya de Huesca, en la comunidad autónoma de Aragón. El término municipal, cuya cabecera se sitúa en Bolea, cuenta con una población de 903 habitantes (INE 2024). Recibe el nombre por el río Sotón que lo cruza.

## Geografía
La capital municipal, Bolea, se encuentra a unos 20 km al noroeste de la ciudad de Huesca por la carretera A-132 con desvío en Esquedas hacia la A-1206.

### Naturaleza
Al norte del municipio se erigen las sierras de Gratal y de Caballera. Aun cuando el pico Gratal (1567 m s. n. m.) es la cima más emblemática del municipio, el verdadero techo del municipio se ubica más al norte, sobre una especie de desfiladero creado por el barranco Bueno; esta cima, llamada La Sarramiana, es una cresta elevada con una altitud de 1569 m s. n. m. El terreno del lugar estuvo bajo el mar. Los sedimentos marinos formarían las margas y los corales que se fosilizaron crearían las calizas, por lo que son las rocas que más predominan en el término municipal; y años posteriores, varios ríos y barrancos recorrerían el terreno formando depósitos aluviales dando forma a las tierras que tenemos actualmente en el municipio. 
Predominan campos de cultivos de cereales, almendros, olivos, cerezos, pinares, encinares (carrascales) y varias arboledas.
Los cursos de agua más importantes que atraviesan el término municipal son el río Sotón, que da el al término municipal, junto con sus afluentes, los ríos Riel y Venia y el barranco Salado. Nacen bajo las sierras mencionadas antes, bajando mediante desfiladeros y valles angostos para atravesar llanuras y campos extensos.
Suele tener inviernos fríos y veranos muy calurosos; llueve una media de 600 mm anuales.

### Municipios limítrofes
- Loarre
- Loscorrales
- Ayerbe
- Lupiñén-Ortilla
- Banastás
- Nueno
- Arguis
- Huesca

## Historia
En 1973 se crea el municipio de La Sotonera por la fusión de Bolea, Esquedas, Lierta, Plasencia del Monte y Quinzano, más adelante se unirán Puibolea y Anies.

## Demografía
La Sotonera cuenta con una población de 903 habitantes (INE 2024).
| Gráfica de evolución demográfica de La Sotonera entre 1981 y 2021 |
| |
| Población de derecho según los censos de población del INE Población de hecho según los censos de población del INEEntre el censo de 1981 y el anterior, aparece este municipio porque se fusionan los municipios 22065 (Bolea), 22101 (Esquedas), 22146 (Lierta), 22183 (Plasencia del Monte) y 22196 (Quinzano) |

### Núcleos de población
Desglose de población según el Padrón Continuo por Unidad Poblacional del INE (2021):
| Núcleos                   | Habitantes (2021) |
| ------------------------- | ----------------- |
| Aniés                     | 112               |
| Bolea (capital municipal) | 494               |
| Esquedas                  | 71                |
| Lierta                    | 58                |
| Plasencia del Monte       | 77                |
| Puibolea                  | 43                |
| Quinzano                  | 48                |

## Adminitración y política
| Período   | Alcalde                     | Partido |  |
| --------- | --------------------------- | ------- |  |
| 1979-1983 | Leandro Barón Tresaco       | PSOE    |  |
| 1983-1987 | María Ayala Beltrán         | PSOE    |  |
| 1987-1991 | María Ayala Beltrán         | PSOE    |  |
| 1991-1995 | Juan-Lino Lasierra Castejón | PP      |  |
| 1995-1999 | Juan-Lino Lasierra Castejón | PP      |  |
| 1999-2003 | Juan-Lino Lasierra Castejón | PP      |  |
| 2003-2007 | Pedro Bergua Beltrán        | PAR     |  |
| 2007-2011 | Pedro Bergua Beltrán        | PAR     |  |
| 2011-2015 | Carmen Gutiérrez Cabrero    | PP      |  |
| 2015-2019 | Pedro Bergua Beltrán        | PAR     |  |
| 2019-2023 | María Isabel Bailo Gella    | PP      |  |

| Partido político    | Partido político                                   | 2003   | 2007   | 2011   | 2015   | 2019   |
| Partido político    | Partido político                                   | Ediles | Ediles | Ediles | Ediles | Ediles |
|                     | Partido Aragonés (PAR)                             | 4      | 6      | 3      | 3      | 1      |
|                     | Partido Popular de Aragón (PP)                     | 3      | 1      | 3      | 3      | 3      |
|                     | Partido de los Socialistas de Aragón (PSOE-Aragón) | 1      | 2      | 2      | 2      | 2      |
|                     | Cambiar La Sotonera                                | —      | —      | —      | 1      | 1      |
|                     | Chunta Aragonesista (CHA)                          | —      | —      | —      | —      | —      |
|                     | Izquierda Unida (IU)-Los Verdes (LV)               | 1      | —      | 1      | —      | —      |
| Total de concejales | Total de concejales                                | 9      | 9      | 9      | 9      | 7      |

## Economía
Se suelen cultivar cereales, olivos, almendros, forrajes, legumbres y frutales (sobre todo cerezas); y se especializan en el ganado porcino y ovino. También obtienen importantes ingresos por el turismo que visita el pueblo de Bolea  por su colegiata en especial y por otros monumentos de las otras localidades. Además tienen importantes ganancias por la venta de sus famosas cerezas que tiene su día grande en junio con la Feria de la Cereza cuando la capital Bolea se llena de visitas extranjeras que viene a comprar cerezas.

## Monumentos

### Aniés
- Iglesia parroquial dedicada a San EstebanErmita de la Virgen de la Peña, en Aniés, durante la puesta de sol

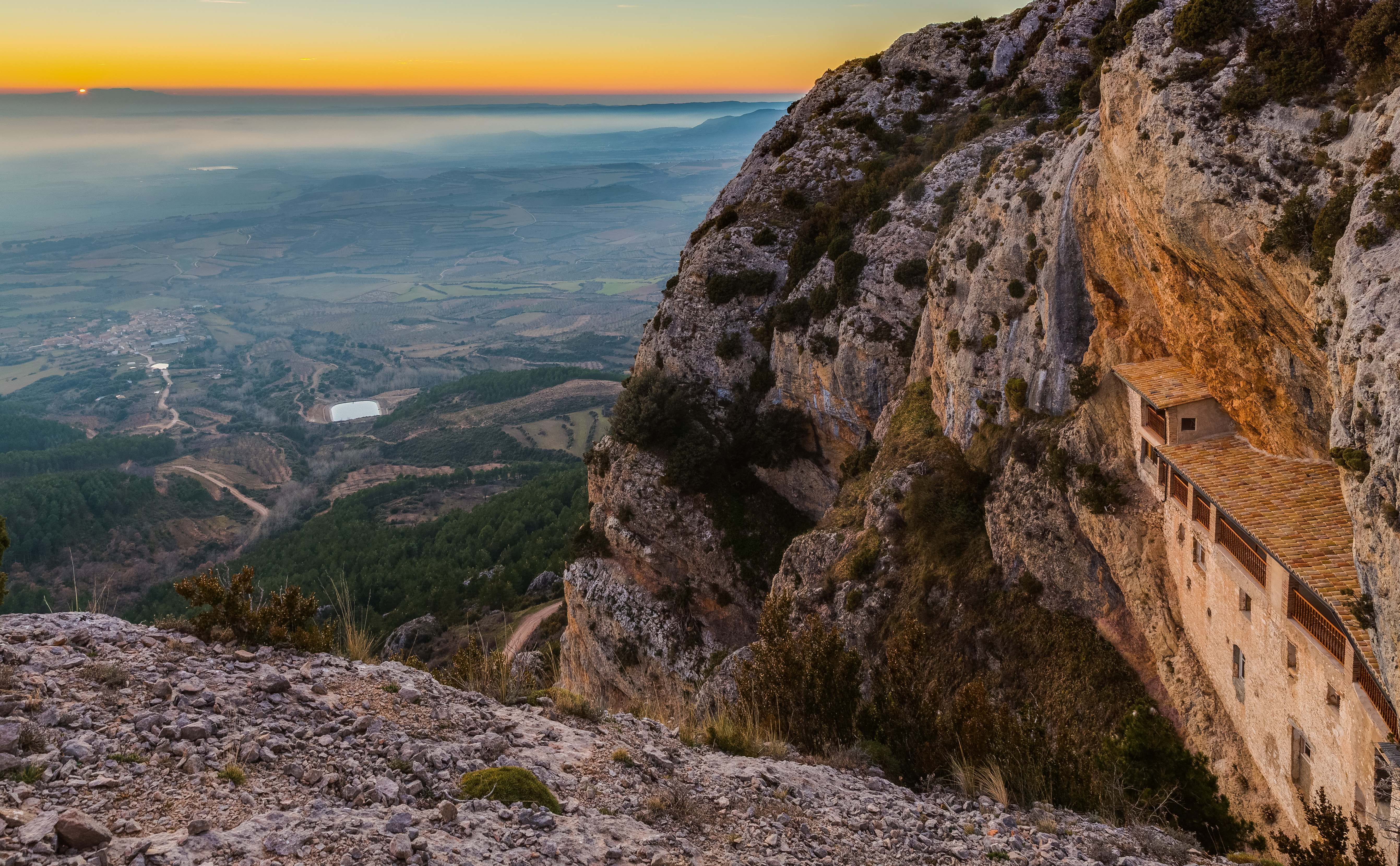
Ermita de la Virgen de la Peña, en Aniés, durante la puesta de sol

- Ermita de Nuestra Señora de la Peña. Prácticamente colgada en medio de las rocas de la sierra, junto a la casa del santero que dispone de hogar, estantes repletos de vajilla antigua y mirador solano
- Ermita de San Cristóbal. Clavada en los fondos de un abismo, entre celdas de eremitas y las aguas del naciente río Sotón
- Ermita de Santa Bárbara
- Ermita de San Cosme y San Damián

### Bolea
- Colegiata de Bolea, iglesia parroquial de Santa María la Mayor (BIC)
- Iglesia de Ntra. Sra. de la Soledad
- Monasterio de la Santísima Trinidad. Con iglesia dedicada a Nuestra Señora de los Dolores y a San Pelegrín. De Agustinos Descalzos (1607 a 1658), pasando a ser de Sevitas en 1658.
- Ermita de Mueras (siglo XII)
- Ermita de Santa Quiteria
- Ermita de San Joaquín
- Ermitas de San Andrés Corsino y San José (ruinosas)
- Museo Etnológico dividido en dos Edificios.

### Esquedas
- Iglesia parroquial dedicada a San Gregorio. Con retablos del siglo XVIII y pinturas que algunos expertos aseguran pertenecen a Francisco de Goya.

### Lierta
- Iglesia parroquial dedicada a Nuestra Señora del Pilar
- Ermita de San Julián. Situada en una cueva en la sierra.
- Ermita de Nuestra Señora de los Remedios

### Plasencia del Monte
- Iglesia parroquial dedicada a Nuestra Señora de La Corona
- Ermita de San Juan Bautista o Nuestra Señora del Montillo

### Puibolea
- Iglesia parroquial dedicada a Nuestra Señora de La Consolación. Conserva retablos de los siglos XVII y XVIII.

### Quinzano
- Iglesia parroquial dedicada a San Martín. Torre románica enhiesta sobre el resto del edificio reconstruido en el siglo XVIII. Tiene nave de tres tramos terminada en ábside poligonal, y conserva piezas de orfebrería de los siglos XVII y XVIII.